# Krajowy Rejestr Karny
Krajowy Rejestr Karny (KRK) – instytucja, której zadaniem jest prowadzenie stale aktualizowanej bazy danych dotyczącej karanych osób i podmiotów zbiorowych. Powołana została na podstawie ustawy z dnia 24 maja 2000 r. o Krajowym Rejestrze Karnym (Dz.U. z 2024 r. poz. 276) i zastąpiła wcześniej działający Centralny Rejestr Skazanych (CRS).

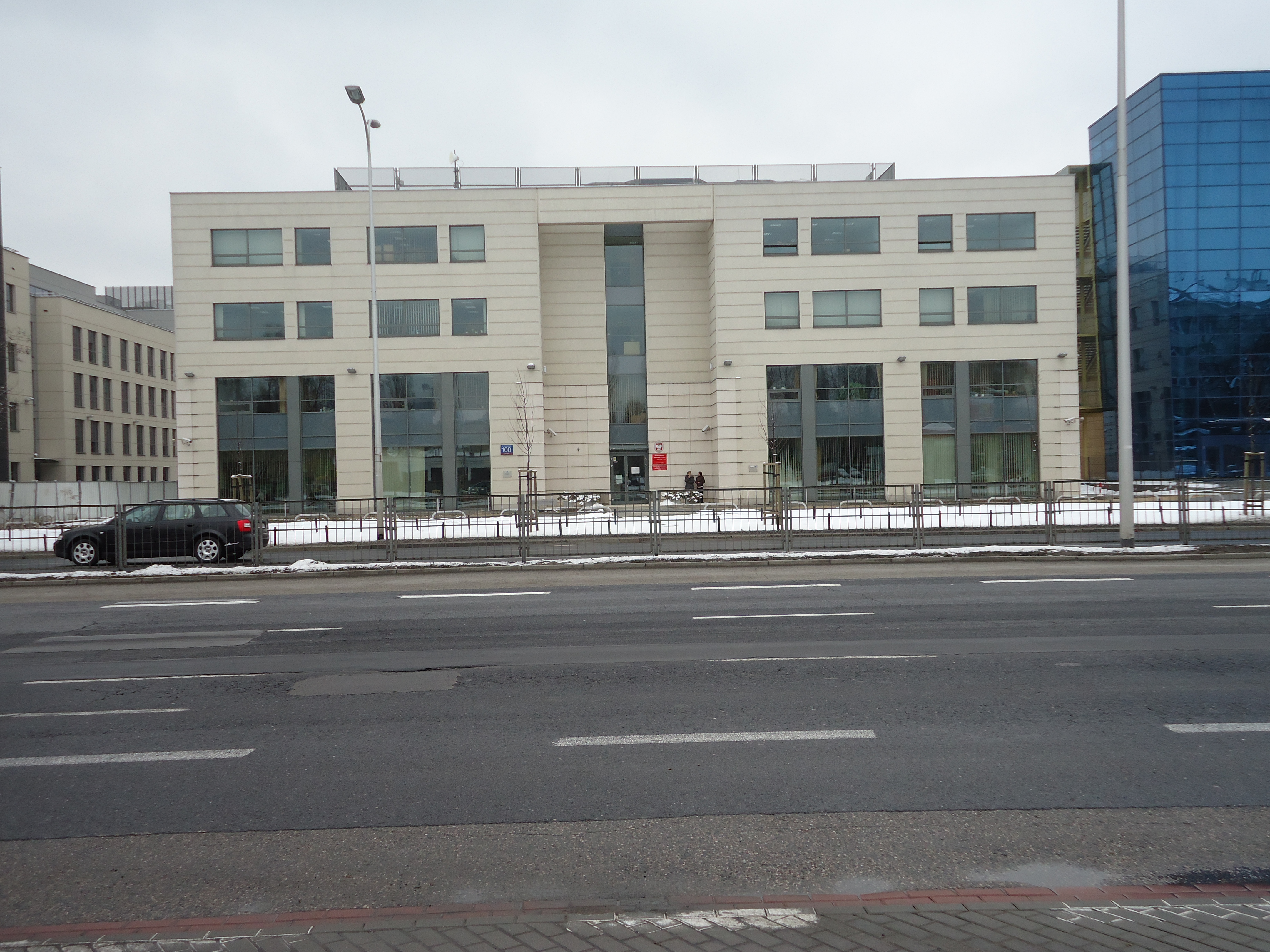
Krajowy Rejestr Karny, Warszawa, ul. Czerniakowska 100

Dotychczasowa praktyka potwierdziła zasadność prowadzenia podobnych rejestrów. W toku postępowań prowadzonych wobec różnych osób odpowiadających na podstawie kodeksu karnego, a także nieletnich, konieczne jest ustalenie, czy sprawca dopuścił się przestępstwa po raz pierwszy, czy miał już do czynienia z wymiarem sprawiedliwości. Ma to też duże znaczenie dla sądów – uprzednie karanie jest traktowane jako okoliczność obciążająca i ma znaczenie w przypadku wykonywania orzeczeń w postępowaniu karnym. 
Od 2013 możliwa jest automatyczna wymiana danych pomiędzy Krajowym Rejestrem Karnym a Krajowym Rejestrem Sądowym (KRS), dzięki czemu sądy rejestrowe mogą na bieżąco weryfikować informacje, czy zgłoszona do KRS osoba nie jest skazana za jedno z przestępstw, które uniemożliwia wpisanie jej do rejestru.

## Zakres KRK
W Krajowym Rejestrze Karnym gromadzi się dane o osobach:
1. prawomocnie skazanych za przestępstwa lub przestępstwa skarbowe,
2. przeciwko którym prawomocnie warunkowo umorzono postępowanie karne w sprawach o przestępstwa lub przestępstwa skarbowe,
3. przeciwko którym prawomocnie umorzono postępowanie karne w sprawach o przestępstwa lub przestępstwa skarbowe na podstawie amnestii,
4. będących obywatelami polskimi prawomocnie skazanymi przez sądy państw obcych,
5. wobec których prawomocnie orzeczono środki zabezpieczające w sprawach o przestępstwa lub przestępstwa skarbowe,
6. nieletnich, wobec których prawomocnie orzeczono środki wychowawcze, środek leczniczy lub środek poprawczy na podstawie ustawy z dnia 9 czerwca 2022 r. o wspieraniu i resocjalizacji nieletnich (Dz.U. z 2024 r. poz. 978),
7. prawomocnie skazanych za wykroczenia na karę aresztu,
8. poszukiwanych listem gończym,
9. tymczasowo aresztowanych,
10. nieletnich umieszczonych w schroniskach dla nieletnich.

Osoby skazane za wykroczenie na karę grzywny, ograniczenia wolności lub które otrzymały naganę nie figurują w KRK.

## Biura informacyjne KRK
Wniosek o udzielenie informacji z Krajowego Rejestru Karnego kieruje się do Biura Informacyjnego Krajowego Rejestru Karnego lub jego punktów informacyjnych (jest ich 32), działających przy niektórych sądach (przy sądach okręgowych: w Białymstoku, Bielsku-Białej, Bydgoszczy, Częstochowie, Gdańsku, Gliwicach, Gorzowie Wielkopolskim, Jeleniej Górze, Kaliszu, Katowicach, Kielcach, Koninie, Koszalinie, Krakowie, Krośnie, Łomży, Nowym Sączu, Olsztynie, Opolu, Poznaniu, Radomiu, Rzeszowie, Słupsku, Szczecinie, Toruniu, Świdnicy, Wrocławiu, Zielonej Górze, Legnicy, Elblągu i Tarnobrzegu, lub przy sądach rejonowych: w Lublinie, Tarnowie, Łodzi).
Jest również możliwość złożenia wniosku elektronicznego poprzez Krajowy Rejestr Karny. Aby wystąpić o zaświadczenie do KRK drogą elektroniczną, należy posiadać kwalifikowany podpis elektroniczny albo podpis zaufany bądź podpis osobisty. Wydany dokument ma postać pliku XML, który można zapisać na informatycznym nośniku danych (np. pamięć USB, płyta CD, DVD). Wizualizacja zaświadczenia możliwa jest przy wykorzystaniu funkcjonalności e-KRK. Wydruk nie jest dokumentem. Opłatę należy wnieść wyłącznie za pomocą mechanizmów płatności udostępnionych na e-KRK. 
Za udzielenie informacji o osobach i o podmiotach zbiorowych z Krajowego Rejestru Karnego pobiera się opłaty, których wysokość reguluje rozporządzenie Ministra Sprawiedliwości z 1 lipca 2014 r, (obecnie w wysokości: 30 zł  za informację o osobie, 30 zł podmiocie lub 20 zł za informację o osobie i podmiocie w przypadku zapytania złożonego za pośrednictwem systemu teleinformatycznego).